# औ
Cette page contient des caractères spéciaux ou non latins. S’ils s’affichent mal (▯, ?, etc.), consultez la page d’aide Unicode.
औ, transcrit au, est une voyelle de l’alphasyllabaire devanagari.

## Représentations informatiques
Ses Unicode sont :
| formes       | représentations | chaînes de caractères | points de code | descriptions                      |
| ------------ | --------------- | --------------------- | -------------- | --------------------------------- |
| indépendante | औ               | औ                     | U+0914         | lettre devanagari au              |
| dépendante   | ौ                | ◌ौ                     | U+094C         | diacritique voyelle devanagari au |